# Хант, Айрин (актриса)
Айрин Хант (англ. Irene Hunt; 22 февраля 1892 — 13 октября 1988) — американская актриса немого кино.

## Биография
Родилась 22 февраля 1892 года в Нью-Йорке в семье актрисы Мэдж Хант. Она начала свою карьеру в 1913 году, а закончила ее тринадцать лет спустя, в 1926 году.
Была женой продюсера Лестера Ф. Скотта-младшего, затем вышла замуж за Уолтера Ваймана, вплоть до его смерти в 1976 году.